# Денетор
Денетор II (синд. Denethor) — персонаж романа Дж. Р. Р. Толкина «Властелин колец», наместник (регент) королевства Гондора (порядковый номер II говорит о том, что он был вторым наместником с этим именем). Сын наместника Эктелиона II, отец Боромира и Фарамира, муж Финдуилас из Дол Амрота. Последний правящий наместник Гондора.

## Участие Денетора в Войне Кольца
Изначально Денетор II был мудрым правителем и хладнокровным полководцем, однако его самонадеянность и присущая многим потомкам нуменорцев надменность привела наместника к ложному умозаключению, что полагаться в противостоянии с Сауроном он может только на себя самого и на тех, кто беспрекословно исполняет его волю. Для борьбы с Сауроном он впервые со дней последних королей Гондора отважился воспользоваться палантиром Минас Тирита, хранящимся в Белой Башне крепости — и столкнулся при этом с могущественным противником. Саурон всё же не смог подчинить наместника своей воле, однако постоянное созерцание неисчислимых полчищ Мордора в конце концов подкосило боевой дух Денетора. Также стоит отметить, что в палантире он видел и Арагорна, что подтачивало его паранойю, считая что истари и эльфы при помощи «какого-то дунадайн» собираются отобрать у него престол.
Когда Боромиру и Фарамиру приснились одни и те же сны о проклятии Исильдура, которое возьмёт на себя полурослик и перекованном мече Элендила в Имладрисе, они обратились к отцу чтобы он истолковал им значение этих снов и Денетор рассказал им о том что Имладрис располагается за Мглистыми горами и это вотчина эльфийского лорда Элронда Полуэльфа. И тогда старший сын наместника, Боромир, отправился туда, где и стал частью Братства Кольца.
Ещё один удар судьбы Денетор получил, когда узнал о гибели своего старшего сына — Боромира. После этого в действиях Наместника стало отчётливо проявляться безумие — так, разгневавшись на младшего сына, когда тот отпустил Фродо с Кольцом Всевластья, он отправил Фарамира удерживать укрепления Раммас Эхора в предместьях Минас Тирита, несмотря на очевидную растрату сил. Когда Фарамир вернулся с поля боя тяжело раненным и вдобавок поражённым Чёрным Недугом, Денетор впал в отчаяние и окончательно утратил интерес к жизни, из-за чего попытался покончить жизнь самоубийством — сжечь себя и Фарамира, состояние которого посчитал безнадёжным. При этом он до последнего часа не желал признавать Арагорна королём и подозревал Гэндальфа в желании возвести на престол Гондора свою «марионетку». Однако благодаря мужеству Перегрина Тука и стража крепости Берегонда, а также скорому вмешательству Гэндальфа, Фарамир не был сожжён, а впоследствии был вылечен. Денетор же окончательно сошёл с ума, малодушно оставил армию на Гэндальфа, а сам погиб в огне. Последний правящий Арандур (квен. Наместник) до конца своей жизни не верил в победу над Сауроном.

## Образ Денетора в адаптациях
- В кинотрилогии Питера Джексона (фильмы «Две крепости» и «Возвращение короля») роль Денетора исполнил австралийский киноактёр Джон Ноубл, получив за участие в съёмках сразу несколько наград, в том числе National Board of Review USA, Screen Actors Guild Award и Broadcast Film Critics Association USA Award.